# Кировский (микрорайон Перми)
Кировский — микрорайон в Кировском районе города Перми Пермского края России. Составляет южную часть более крупного микрорайона Налимиха. Вошёл как посёлок Кирова в черту города в 1941 году. Железнодорожная станция Курья, автобусное сообщение.

## География
Микрорайон расположен в правобережной части Перми к северу от железнодорожной линии до речки Заборная. 
Основная улица микрорайона: Вольская.

## История
Посёлок Кирова возник в 1929—1930-х годах. В 1933 году в посёлке была построена школа (ныне средняя школа № 71). В 1941 году вместе с Закамском вся окружающая местность вошла в состав Перми.

## Инфраструктура
На территории микрорайона находятся:
- Средняя школа № 71

## Достопримечательности
Бюст героя Советского союза Ивана Лядова, декоративный паровозик на станции Курья.

## Транспортное сообщение
- Автобусы маршрутов: 15, 20, 60, 65
- Железнодорожная станция Курья и остановка пригородных поездов Промучасток.